# ナコンラチャシマ女子バレーボールクラブ
ナコンラチャシマ女子バレーボールクラブ（原語:นครราชสีมา、ラテン翻記:Nakhon Ratchasima）は、タイ王国のナコーンラーチャシーマー県ムアンナコーンラーチャシーマー郡ナコーンラーチャシーマー市を本拠地とする女子バレーボールチームである。2005年に設立され、タイ王国女子バレーボールリーグ（英語版）に所属している。

## 戦績

### 国内大会
タイ王国女子バレーボールリーグ
- 優勝 6回 - 2005/06、2006/07、2013/14、2018/19、2022/23、2023/24
- 準優勝 2回 - 2017/18、2020/21
- 3位 - 2007/08、2009/10、2010/11、2012/13、2015/16、2016/17、2019/20

タイ・デンマークスーパーリーグ
- 準優勝 1回 - 2014年
- 3位 - 2016年、2017年、2018年

### 国際大会
AVCアジアクラブ選手権 - 出場 1回（2014年、5位）

## 現在の所属選手
2023-2024年シーズンの所属選手は次の通り。
| 背番号 | 選手名                       | ポジション | 身長 (m) | 誕生日                 |
| ------ | ---------------------------- | ---------- | -------- | ---------------------- |
| 1      | Nuttaporn Sanitklang         | L          | 1.65     | 1991年8月14日（33歳）  |
| 2      | Nokyoong Paowana             | OH         | 1.78     | 1997年5月8日（27歳）   |
| 3      | Sirima Manakit               | S          | 1.65     | 1991年1月11日（34歳）  |
| 4      | ドンポーン・シンポー         | S          | 1.78     | 2004年6月21日（20歳）  |
| 5      | Patcharaporn Sittisad        | OH         | 1.65     | 1996年2月20日（29歳）  |
| 6      | オヌマー・シッティラック     | OH         | 1.75     | 1986年6月13日（38歳）  |
| 8      | Thanyarat Srichainat         | OP         | 1.73     | 1997年9月8日（27歳）   |
| 9      | Amornthip Khumthong          | MB         | 1.84     | 2002年10月25日（22歳） |
| 10     | Shawiatta Luephoo-Khiew      | S          | 1.69     | 2002年11月3日（22歳）  |
| 11     | Sasipaporn Janthawisut       | OH         | 1.78     | 1997年6月10日（27歳）  |
| 12     | Warruni Kanram               | MB         | 1.83     | 2004年9月18日（20歳）  |
| 13     | Briana Holman                | OH/MB      | 1.84     | 1994年10月7日（30歳）  |
| 14     | Celine Domingo               | MB         | 1.80     | 1999年4月20日（25歳）  |
| 15     | 井上琴絵                     | L          | 1.63     | 1990年2月15日（35歳）  |
| 16     | Kantima Aekpatcha            | OH         | 1.75     | 1998年11月7日（26歳）  |
| 18     | Churirat Saeaung             | OP         | 1.72     | 2000年12月16日（24歳） |
| 19     | Papatchaya Phontham          | OP         | 1.76     | 2006年1月24日（19歳）  |
| 20     | Sirigorn Singsom             | L          | 1.58     | 2000年7月27日（24歳）  |
| 26     | Kanjana Srisaikaew           | OH         | 1.80     | 2006年9月6日（18歳）   |
| 99     | ジャラスポーン・ブンダサック | MB         | 1.82     | 1993年3月1日（32歳）   |

## 在籍していた主な選手
| - ウィラワン・アピヤポン - アンポーン・ヤーパー - ハッタヤ・バムルンスック - チャッチュオン・モクシー - マリカ・クントーン - ヌットサラ・トムコム - ナッタニチャ・ジャイサエン | - 奥村麻依 - イエリズ・バシャ - ストラーシミラ・フィリポヴァ - ダイミ・ラミレス - アレオナ・デニス・マナバット |  |